# KK Jazine-Arbanasi
O Košarkarški Klub Jazine-Arbanasi (em português:  Basquetebol Clube Jazine-Arbanasi), conhecido também apenas como Jazine Arbanasi, é um clube de basquetebol baseado em Zadar, Croácia que atualmente disputa a A2 Liga. Manda seus jogos no Kosarkaska dvorana Jazine com capacidade para 3.000 espectadores.

## Histórico de Temporadas
| Temporada | Nível | Liga | Pos. | J     | PL   | Resultado         | Competições europeias |
| --------- | ----- | ---- | ---- | ----- | ---- | ----------------- | --------------------- |
| 2005-06   | 2     | A2   | 1    | 20-2  |      |                   |                       |
| 2006-07   | 2     | A2   | 5    | 11-11 |      |                   |                       |
| 2007-08   | 2     | A2   | 6    | 8-5   |      |                   |                       |
| 2008-09   | 2     | A2   | 9    | 8-14  |      |                   |                       |
| 2010-11   | 2     | A2   | 2    | 5-21  |      |                   |                       |
| 2011-12   | 2     | A2   | 3    | 11-13 |      |                   |                       |
| 2012-13   | 2     | A2   | 6    | 11-11 |      |                   |                       |
| 2013-14   | 2     | A2   | 4    | 10-8  |      |                   |                       |
| 2014-15   | 2     | A2   | 1    | 17-3  | 4-4  | 3º no final four  |                       |
| 2015-16   | 2     | A2   | 1    | 17-2  | 5-3  | Finalista         |                       |
| 2016-17   | 2     | A2   | 1    | 17-1  | 16-2 | Promovido campeão |                       |
| 2017-18   | 1     | A1   | 11   | 5-19  |      | Rebaixado         |                       |

fonte:eurobasket.com

## Títulos

### Competições domésticas
- Segunda divisão

Campeões (1): 2016-17